# Villeneuve-Minervois
Villeneuve-Minervois (katalanisch und occitanisch: Vilanòva de Menerbés) ist eine französische Gemeinde mit 980 Einwohnern (Stand 1. Januar 2022) in der südfranzösischen Landschaft des Minervois im Département Aude (Region Okzitanien).

## Lage
Der Ort Villeneuve-Minervois liegt am Ufer des Flusses Clamoux, etwa 18 Kilometer (Fahrtstrecke) nordöstlich von Carcassonne. Die Nachbarstädte Caunes-Minervois und Rieux-Minervois liegen etwa 7 Kilometer in nordöstlicher bzw. 12 Kilometer in südöstlicher Richtung entfernt.

## Bevölkerungsentwicklung
| Jahr      | 1968 | 1975 | 1982 | 1990 | 1999 | 2006 | 2016 |
| Einwohner | 1039 | 976  | 808  | 842  | 824  | 828  | 1018 |

## Wirtschaft
Wie in vielen Orten im Minervois spielte der Weinbau seit Jahrhunderten eine tragende Rolle im Wirtschaftsleben der Gemeinde. Auch schwarze Trüffeln gedeihen an den waldreichen Berghängen der montagnes noires gut.

## Geschichte
Bereits aus dem 11. Jahrhundert gibt es eine Nachricht, dass eine Burg die Höhe über dem Flüsschen Clamoux bewacht hat; diese wurde im 13. Jahrhundert – d. h. in der Zeit der Albigenserkriege – erneuert. Da Kanoniker aus Narbonne sich einige Güter der Albigenser in der Region aneigneten, hieß der Ort eine Zeit lang Villeneuve les Chanoines.

## Sehenswürdigkeiten

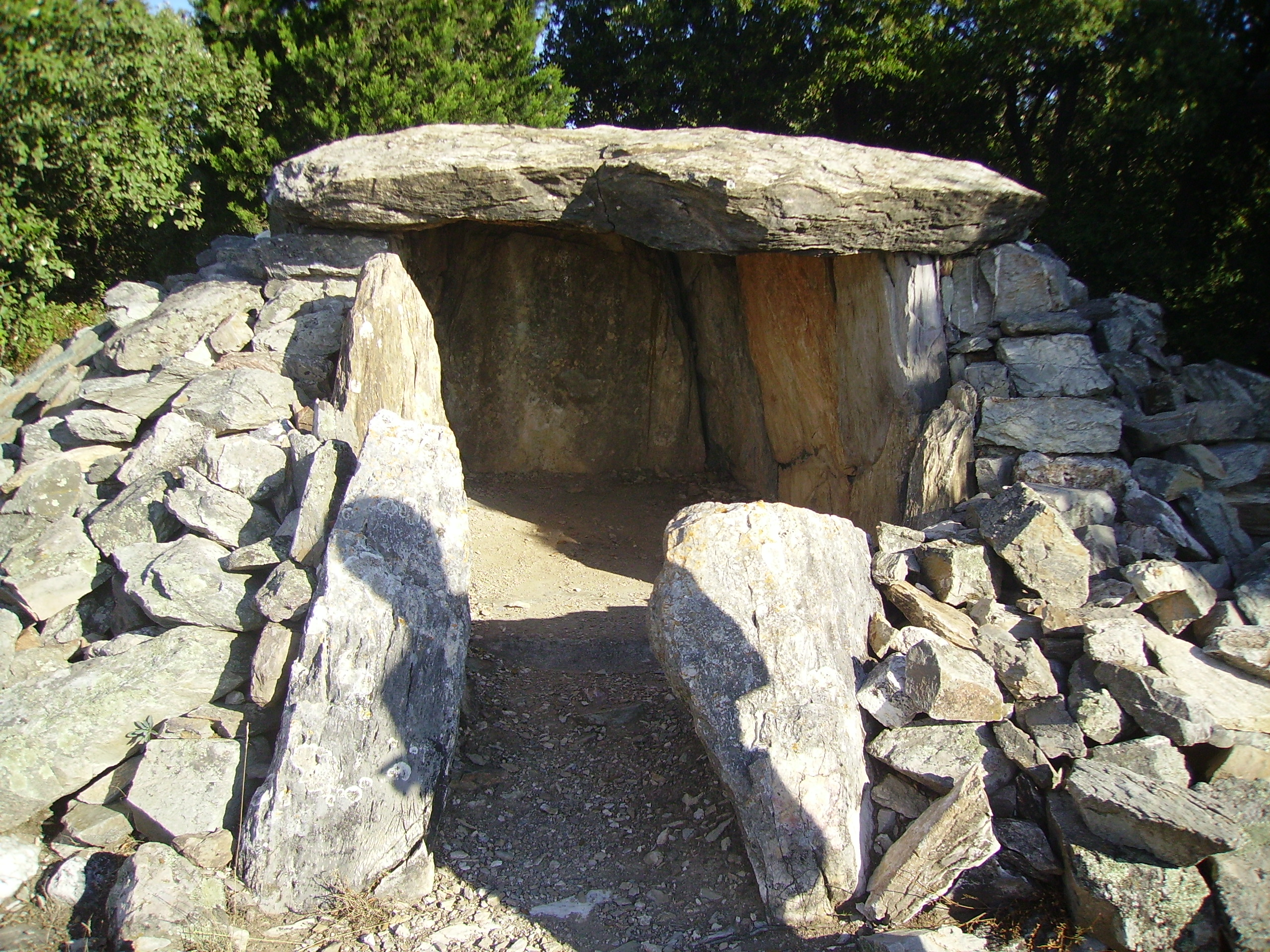
Dolmen du Vieil Homme

- Von der Burg (château) aus dem 13. Jahrhundert hat sich ein Rundturm erhalten.
- Eine etwa einen Kilometer westlich des Ortszentrums gelegene Windmühle (Moulin á vent Bénazet) aus dem Jahr 1819, die bis zum Ende des 19. Jahrhunderts in Betrieb war, wurde im Jahre 2001 restauriert und kann besichtigt werden. Es ist die einzige noch funktionstüchtige Windmühle im ganzen Département.
- Auf Wanderungen in der näheren Umgebung (ca. 3,5 Kilometer) finden sich die Überreste zweier Dolmen (La Jargantière bzw. Vieil Homme oder Palet de Roland und die Dolmens de Jappeloup bzw.  Bel Soleil). Die Dolmen (de Traoucadou und de Fados) sind etwas verfallen.
- Ebenso finden sich einige gewölbte oder im Innern mit Holzbalken bedeckte Steinhütten aus Trockenmauerwerk (cabanes bzw. capitelles), die von (Wein-)Bauern zum Schutz vor Wind und Regen errichtet wurden; manchmal übernachteten die Bauern auch – zum Schutz ihrer Felder vor Wildschweinen oder Erntedieben – für mehrere Nächte in den recht stabilen Unterkünften.